# Ryan Phillippe
Ryan Phillippe (10 de setembre del 1974, New Castle, Delaware) és un actor estatunidenc.

## Carrera professional
Inicià la seva carrera interpretant Billy Douglas, el primer homosexual adolescent a la televisió de matí al drama de la cadena ABC One Life to Live. Posteriorment es traslladà a Los Angeles, on hi realitzà petits papers en programes de televisió i pel·lícules, incloent-hi Tempesta blanca (1996).
Aquell mateix any, realitzà el personatge de Barry Cox a 'I Know What You Did Last Summer al costat de Jennifer Love Hewitt. La pel·lícula fou un èxit estiuenc i el portà a protagonitzar 54 el 1998, pel·lícula sobre la discoteca Studio 54, que comptà a més amb Salma Hayek, Mike Myers i Breckin Meyer.
El 1999, Phillippe feu el paper de Sebastian Valmont a Intencions perverses, una nova versió de la novel·la Choderlos de Laclos: Les amistats perilloses (Les Liaisons Dangereuses). Aquesta era la segona vegada que l'actor treballava al costat de l'estrella del programa de televisió Buffy, La Caçavampirs, Sarah Michelle Gellar. També actuà en aquesta pel·lícula amb Reese Witherspoon, la que es convertiria en la seva futura esposa.
El 2000 actuà amb Benicio del Toro a The Way of the Gun, i després realitzà el paper d'un enginyer informàtic en el thriller Antitrust. El 2001 Ryan coprotagonitzà l'aclamat film de Robert Altman Gosford Park, al costat d'alguns dels actors més respectats d'Anglaterra com Michael Gambon, Maggie Smith, Derek Jacobi, Helen Mirren i Emily Watson.
Ryan planejà forjar una carrera com a productor amb la seva companyia productora, Lucid Films, en la qual col·laborà com a actor en una de les seves produccions, Igby goes down (2002), juntament amb Kieran Culkin i molts més coneguts actors. El 2005 participà juntament amb un gran elenc de bons actors en estat de gràcia a Crash, guanyadora de 3 Oscars destacant el de millor pel·lícula, i després a Flags of Our Fathers de Clint Eastwood.

## Filmografia
| Any  | Títol | Paper                  |
| ---- | --- | ---------------------- |
| 1994 | Un misteri d'en Perry Mason: El cas del governador enganyat (A Perry Mason Mystery: The Case of the Grimacing Governo) | Robert Fowler          |
| 1995 | Marea roja (Crimson Tide)                                                                                              | Seaman Grattam         |
| 1996 | Tempesta blanca (White Squall)                                                                                         | Gil Martin             |
| 1997 | Nowhere | Shad                   |
| 1997 | El noiet blau (Little Boy Blue)                                                                                        | Jimmy West             |
| 1997 | I Know What You Did Last Summer                                                                                        | Barry William Cox      |
| 1998 | 54 | Shane O'Shea           |
| 1998 | Playing by Heart | Keenan                 |
| 1998 | Homegrown | Harlan Dykstra         |
| 1999 | Intencions perverses (Cruel Intentions)                                                                                | Sebastian Valmont      |
| 2000 | Segrest infernal (The Way of the Gun)                                                                                  | Parker                 |
| 2000 | Embolic a l'Havana (Company Man)                                                                                       | Petrov                 |
| 2001 | Antitrust | Milo Hoffman           |
| 2001 | Gosford Park | Henry Denton           |
| 2002 | Igby Goes Down | Oliver 'Ollie' Slocumb |
| 2003 | The I Inside | Simon Cable            |
| 2005 | Crash | Oficial Tommy Hanson   |
| 2006 | Flags of Our Fathers                                                                                                   | John Bradley           |
| 2006 | Five Fingers | Martijn                |
| 2006 | Caos (Chaos) | Detectiu Shane Dekker  |
| 2007 | Breach | Eric O'Neill           |
| 2008 | Stop-Loss | SSG Brandon King       |
| 2009 | Franklyn | Jonathan Preest        |
| 2010 | Bang-Bang Club | Greg Marinovich        |
| 2010 | MacGruber | Tinent Dixon Piper     |
| 2011 | L'innocent (The Lincoln Lawyer)                                                                                        | Louis Roulet           |